# Forschungsvereinigung Verbrennungskraftmaschinen

Logo

Die Forschungsvereinigung Verbrennungskraftmaschinen (FVV e. V.) ist eine Vereinigung von Unternehmen zur Förderung der Wissenschaft und zur gemeinschaftlichen, vorwettbewerblichen Forschung in der Bundesrepublik Deutschland. Die FVV hat ihren Sitz in Frankfurt am Main und ist in das dortige Vereinsregister als gemeinnütziger, technisch-wissenschaftlicher Verein eingetragen.

## Gründung
Die FVV e.V. wurde als Forschungsvereinigung Verbrennungskraftmaschinen e.V. (FVV) am 6. Oktober 1956 von 27 Mitgliedsunternehmen aus den Bereichen Verbrennungsmotoren, Verbrennungsturbinen und der Zulieferindustrie gegründet. Die Grundlagen der deutschen Gemeinschaftsforschung der Verbrennungskraftmaschinen und somit die Anfänge der FVV gehen jedoch auf das Jahr 1952 zurück, als innerhalb der Fachabteilung „Verbrennungsmotoren“ des VDMA erste Gemeinschaftsarbeiten zwischen den Motorenherstellern und ihren Zulieferern zustande kamen.
Aufgrund der positiven Erfahrungen des gemeinsamen Austausches wurde die Ausweitung der gemeinsamen Arbeiten beschlossen. So wurde aus der Fachgemeinschaft Kraftmaschinen des VDMA heraus die FVV mit dem Zweck gegründet, die vorwettbewerbliche, wissenschaftliche Forschung im Bereich der Verbrennungskraftmaschinen zu fördern.

## Entwicklung
In den Anfangsjahren waren hauptsächlich die Hersteller von Großdieselmotoren und stationären Gasturbinen vertreten. Heute gehören zur FVV sämtliche deutsche Kraftfahrzeughersteller OEM, Motoren- und Turbinenhersteller, zahlreiche große und mittelständische Unternehmen der Zulieferindustrie sowie Entwicklungsdienstleister. Innerhalb der 153 Mitgliedsunternehmen (Stand Juli 2025) befinden sich zunehmend auch immer mehr internationale Unternehmen als außerordentliche Mitglieder. Die FVV hat sich in ihrem mehr als fünfzigjährigen Bestehen zu dem Netzwerk der Motoren- und Turbomaschinenforschung entwickelt, das die gemeinsame Forschung in der Branche vorantreibt, indem sie Experten aus Industrie und Wissenschaft zusammenbringt. 2022 legte die FVV ihren Namen "Forschungsvereinigung Verbrennungskraftmaschinen" ab und behielt das Akronym FVV als eigenständigen Namen. 
Im Zuge der FVV Arbeit wurden bisher rund 1.200 Projekte mit einem Volumen von über 420 Millionen Euro initialisiert. Der Schwerpunkt der unterschiedlichen Projekte liegt dabei hauptsächlich in der kontinuierlichen Verbesserung der Effizienz und der Emissionswerte von Motoren und Turbinen.

## Grundprinzipien
Das oberste Prinzip der FVV ist die industrielle Gemeinschaftsforschung und die Förderung der Zusammenarbeit von Staat, Wissenschaft und Wirtschaft. Unternehmen, die ursprünglich in Konkurrenz stehen, arbeiten innerhalb der FVV zusammen, diskutieren und initialisieren Forschungsprojekte und teilen sich die gewonnenen Ergebnisse. Durch diese enge Verzahnung findet ein permanenter Know-how-Transfer von der Wissenschaft in die Wirtschaft statt.

## Forschungsschwerpunkte
Die Schwerpunkte der aktuellen Forschungsprojekte liegen in folgenden Bereichen:
- Gesamtsystem
  - Potenzialbewertungen neuer Technologien und alternativer Antriebe, Verlustenergierückgewinnung, Steuerung, Regelung, Sensorik, Aufladung
- Brennverfahren und Kraftstoffaufbereitung
  - HCCI, Wasserstoffverbrennung, Downsizing-Konzepte, Kraftstoffverteilung, Hochdruckeinspritzung, optimierte Verbrennung und Vermeidung von Emissionen
- Kraftstoffe mit Fokus auf CO2-Emissionen
  - Synfuel, Biokraftstoffe, Wasserstoff, Erdgas
- Abgasnachbehandlung
  - Modellierungsansätze für Reaktionskinetik am Katalysator, lokale Zustandsbestimmung der Emissionen, hochauflösende Online-Messtechnik
- Mechanik und Akustik
  - Neue Werkstoffe und Kühlmittel, Tribologie und Beschichtungen, Motormechanik und Festigkeit, Motordynamik und -akustik
- Brennstoffzelle
  - Materialien, Kühlung, Integration ins System, Stacks, Energiezurückgewinnung
- Aerodynamik von Turbomaschinen
  - Gesamtsystem Turbine, Radial- und Axialverdichter, Schaufelkühlung, Sekundärluftsysteme

## Organisation
Die Organe der Vereinigung sind:
- Der Vorstand, der die Verantwortung aller Aktivitäten und deren finanzieller Abwicklung trägt sowie die strategische Orientierung der FVV vorgibt. Er wird von der Mitgliederversammlung für zwei Jahre gewählt.
- Der wissenschaftliche Beirat setzt sich aus je einem Vertreter der ordentlichen Mitglieder zusammen. Seine Aufgabe ist es Forschungsvorhaben auszuarbeiten und zu überwachen, die vom Vorstand zu genehmigen sind.
- Die Mitgliederversammlung wählt den Vorstand und ist von diesem mindestens einmal jährlich einzuberufen. Die Mitgliederversammlung genehmigt den Bericht über das abgelaufene Geschäftsjahr, entlastet den Vorstand und nimmt die Rechnungslegung des abgelaufenen Geschäftsjahres ab.

## Finanzierung
Die Finanzierung der Projekte erfolgt durch die jährlichen Mitgliedsbeiträge und eingebrachten Technologien und Hardware sowie durch öffentliche Fördermittel, insbesondere des Bundesministeriums für Wirtschaft (BMWi) über die Arbeitsgemeinschaft industrieller Forschungsvereinigungen (AiF).

## Nachwuchsförderung
Die FVV-Projekte fördern maßgeblich die praxisorientierte Ausbildung des wissenschaftlichen Ingenieurnachwuchses. Im langfristigen Durchschnitt begleitet jedes FVV-Projekt eine Dissertation sowie zwei Studien- und Diplomarbeiten an den Hochschulen.

## Hans-Dinger-Preis
Mit dem Hans-Dinger-Preis (benannt nach dem ehemaligen Vorstand und Ehrenvorsitzenden Hans Dinger), früher ETA Nachwuchsförderpreis, zeichnet die FVV alle zwei Jahre junge Talente aus, die mit ihren Studien- oder Diplomarbeiten einen wichtigen Beitrag zum Erfolg der Forschungsprojekte geleistet haben.

## Kooperationspartner
Neben der naturgemäßen engen Zusammenarbeit mit der AiF als Trägerorganisation der industriellen Gemeinschaftsforschung kooperiert die FVV mit den folgenden Organisationen:
- VDMA / FKM
- VDA / FAT
- DFG
- MWV / DGMK
- CIMAC (Conseil International des Machines à Combustion)
- AVIF (Stiftung Stahlanwendungsforschung)

Zudem bestehen mit allen bedeutenden Technischen Hochschulen in Deutschland langjährige Kooperationen. Weitere Partner sind die Institute der Forschungszentren von Fraunhofer-Gesellschaft und DLR. Neben der Zusammenarbeit mit Forschungspartnern im deutschsprachigen Ausland gewinnen Kooperationen mit Wissenschaftlern in ganz Europa an Bedeutung.